# Otok princa Edvarda
Koordinati:  46°20′N, 63°30′W
Otok princa Edvarda (tudi PEI ali P.E.I.; angleško: Prince Edward Island, francosko: l'Île-du-Prince-Édouard, škotsko gelsko: Eilean a’ Phrionns ali Eilean Eòin) je provinca kanadske regije Maritimes (ta sicer vsebuje še dve provinci, Novi Brunswick in Novo Škotsko). Otok princa Edvarda je po velikosti (5,620 km².) in številu prebivalstva (138.000) najmanjša kanadska provinca (manj ljudi štejejo le še tri severna kanadska ozemlja), ima pa najvišjo gostoto poseljenosti, 24,5 prebivalcev/km². Otok je 224 km dolg in širok med 6 in 64 km s 1,100 km obale in je po velikosti 104. na svetu. 
Otok leži v Zalivu svetega Lovrenca, severno od Nove Škotske in vzhodno od New Brunswicka. Okvirne koordinate otoka so med 46°–47° severne zemljepisne širine in 62°–64° 30′ zahodne zemljepisne dolžine. Glavno mesto otoka je Charlottetown, ki leži na južni strani otoka. Najvišja točka je 142 m nad morjem.
Otok je dobil ime po princu Edvardu Avgustu, vojvodi Kenta in Strathearna (1767-1820), očetu kraljice Viktorije. 24. junija 1534 ga je kot prvi Evropejec odkril Jacques Cartier. Okoli 95% prebivalstva govori angleško.